# Alessandro Costacurta
Alessandro Costacurta (Jerago con Orago, Llombardia, 24 d'abril de 1966) és un exfutbolista italià que va jugar en la posició de defensa.

## Trajectòria
Nascut el 1966, va ingressar el 1986 al Monza Calcio, club on va iniciar la seva carrera professional. Després del seu pas per aquest club, Costacurta es va integrar al seu segon equip, AC Milan, on incrementaria el seu palmarès: Lliga Italiana o Calci, Lliga de Campions de la UEFA, Supercopa d'Europa. Només li va faltar guanyar la Copa del Món de 1994.
Una lesió de genoll a la temporada 2001-2002 el va destinar a la suplència en el conjunt rossoneri. Es retira al final de la temporada 2006-2007 a l'AC Milan. És molt recordat per errar un penal a la final de la Copa Intercontinental davant de Boca Juniors. Costacurta va picar a la terra i Abbondanzieri va poder retenir el dèbil remat de l'italià.

## Internacional
Fins a 1991 va haver d'esperar per debutar com internacional italià. Va jugar dues Copes del Món i l'Eurocopa de 1996. El 1998 es va retirar de la selecció azurri.

## Estadístiques
| Club           | Temporada      | Lliga          | Lliga   | Lliga | Copa    | Copa | Europa  | Europa | Altres  | Altres | Total   | Total |
| Club           | Temporada      | Lliga          | Partits | Gols  | Partits | Gols | Partits | Gols   | Partits | Gols   | Partits | Gols  |
| -------------- | -------------- | -------------- | ------- | ----- | ------- | ---- | ------- | ------ | ------- | ------ | ------- | ----- |
| 1986-87        | AC Milan       | Serie A        | 0       | 0     | 2       | 0    | -       | -      | -       | -      | 2       | 0     |
| 1986-87        | Monza          | Serie C1       | 30      | 0     | -       | -    | -       | -      | -       | -      | 30      | 0     |
| 1987-88        | AC Milan       | Serie A        | 7       | 0     | 1       | -    | -       | -      | -       | -      | 8       | 0     |
| 1988-89        | AC Milan       | Serie A        | 26      | 0     | 7       | 0    | 7       | 0      | 1       | 0      | 41      | 0     |
| 1989-90        | AC Milan       | Serie A        | 26      | 1     | 3       | 0    | 10      | 0      | 1       | 0      | 40      | 1     |
| 1990-91        | AC Milan       | Serie A        | 25      | 0     | 3       | 0    | 6       | 0      | 1       | 0      | 35      | 0     |
| 1991-92        | AC Milan       | Serie A        | 30      | 1     | 6       | 0    | 0       | 0      | -       | -      | 36      | 1     |
| 1992-93        | AC Milan       | Serie A        | 31      | 0     | 6       | 0    | 10      | 0      | 1       | 0      | 48      | 0     |
| 1993-94        | AC Milan       | Serie A        | 30      | 0     | 2       | 0    | 13      | 0      | 2       | 0      | 47      | 0     |
| 1994-95        | AC Milan       | Serie A        | 27      | 0     | 3       | 0    | 8       | 0      | 2       | 0      | 40      | 0     |
| 1995-96        | AC Milan       | Serie A        | 30      | 0     | 3       | 0    | 7       | 0      | -       | -      | 40      | 0     |
| 1996-97        | AC Milan       | Serie A        | 30      | 0     | 3       | 0    | 5       | 0      | 1       | 0      | 39      | 0     |
| 1997-98        | AC Milan       | Serie A        | 29      | 0     | 8       | 0    | 0       | 0      | -       | -      | 37      | 0     |
| 1998-99        | AC Milan       | Serie A        | 29      | 0     | 3       | 0    | 0       | 0      | -       | -      | 32      | 0     |
| 1999-00        | AC Milan       | Serie A        | 27      | 0     | 2       | 0    | 5       | 0      | 1       | 0      | 35      | 0     |
| 2000-01        | AC Milan       | Serie A        | 18      | 0     | 2       | 0    | 9       | 0      | -       | -      | 29      | 0     |
| 2001-02        | AC Milan       | Serie A        | 21      | 0     | 3       | 0    | 7       | 0      | -       | -      | 31      | 0     |
| 2002-03        | AC Milan       | Serie A        | 18      | 0     | 5       | 0    | 10      | 0      | -       | -      | 33      | 0     |
| 2003-04        | AC Milan       | Serie A        | 22      | 0     | 5       | 0    | 8       | 0      | 1       | 0      | 36      | 0     |
| 2004-05        | AC Milan       | Serie A        | 14      | 0     | 3       | 0    | 5       | 0      | -       | -      | 22      | 0     |
| 2005-06        | AC Milan       | Serie A        | 15      | 0     | 3       | 0    | 3       | 0      | -       | -      | 21      | 0     |
| 2006-07        | AC Milan       | Serie A        | 3       | 1     | 5       | 0    | 3       | 0      | -       | -      | 11      | 1     |
| Total al Milan | Total al Milan | Total al Milan | 458     | 3     | 78      | 0    | 116     | 0      | 11      | 0      | 663     | 3     |
| Total          | Total          | Total          | 488     | 3     | 78      | 0    | 116     | 0      | 11      | 0      | 693     | 3     |

## Palmarès
AC Milan
- 2 Copes Intercontinentals: 1989, 1990
- 5 Lligues de Campions de la UEFA: 1988-89, 1989-90, 1993-94, 2002-03, 2006-07
- 4 Supercopes d'Europa: 1989, 1990, 1994, 2003
- 7 Serie A: 1987-88, 1991-92, 1992-93, 1993-94, 1995-96, 1998-99, 2003-04
- 1 Copa italiana: 2002-03
- 5 Supercopes italianes: 1988, 1992, 1993, 1994, 2004